# Wakashtalen

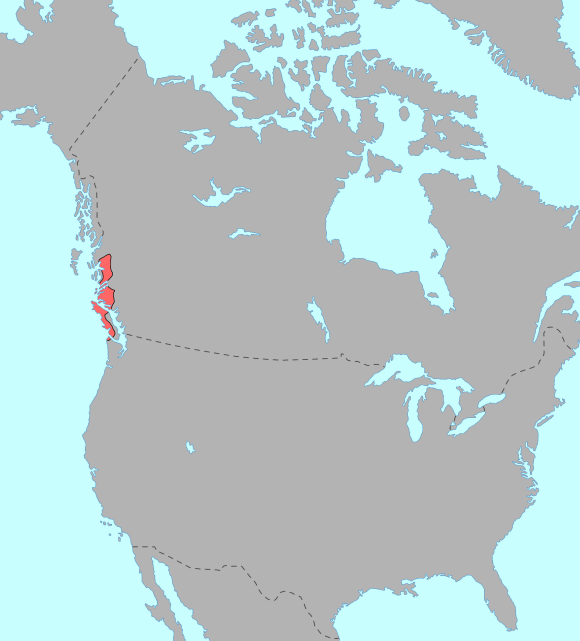
De verbreiding van de Wakashtalen voor de komst van Europeanen.

De Wakashtalen vormen een taalfamilie van zes indiaanse talen uit het noordwesten van Noord-Amerika. Wakashtalen werden in het verleden gesproken door volkeren op en rondom Vancouver Island in British Columbia en in het noordwesten van het Olympic schiereiland in de Amerikaanse staat Washington. De Wakashtalen zijn sterk polysynthetisch en kennen reduplicatie, suffixatie en een beperkte mate van infixatie. 
De Wakashtalen worden als volgt ingedeeld:
Noordelijke Wakashtalen of Kwakiutl-talen:
- Kwak'wala, Kwakiutl of Zuidelijk Kwakiutl - 235 sprekers (2000)
- Haisla - 200 sprekers (2005)
- Heiltsuk-Oowekyala - 200 sprekers (2005)

Zuidelijke Wakashtalen of Nootka-talen:
- Nuu-chah-nulth of Nootka - 510 sprekers (2005)
- Nitinaht of Zuidelijk Nootka - 30 sprekers (1991)
- Makah - uitgestorven in 2002

De noordelijke en zuidelijke tak van de taalfamilie verschillen sterk van elkaar, maar binnen de takken zijn de talen nauw verwant.